# Diaxanthia lucinia
Diaxanthia lucinia là một loài bướm đêm thuộc phân họ Arctiinae, họ Erebidae.